# Un borghese piccolo piccolo
Un borghese piccolo piccolo és una pel·lícula de comèdia dramàtica italiana del 1977 dirigida per Mario Monicelli, amb l'argument extret de la novel·la homònima de Vincenzo Cerami, publicada el 1976.
Considerada una de les millors pel·lícules de Monicelli, es va presentar a la competició al 30è Festival Internacional de Cinema de Canes i va guanyar 3 David di Donatello i 4 Nastri d'argento. Els crítics de cinema consideren la pel·lícula que marca el final de la tendència de la commedia all'italiana: «una làpida sobre la commedia all'italiana», «una comèdia d’incògnit pel fet d’haver d’afrontar moments en què cada vegada és més difícil viure».

## Sinopsi
Giovanni Vivaldi és un modest treballador de coll blanc que s’acosta a la jubilació en un càrrec públic de la capital. La seva vida es divideix entre la feina i la família. Amb la seva dona Amalia comparteix grans esperances en el seu fill, Mario, un comptable acabat de qualificar, un noi no especialment brillant que ajuda de bon grat els esforços del seu pare perquè el contractin al mateix despatx.
El pare, en un intent de guiar el seu fill, subratlla el punt de practicar la humilitat davant la presència dels seus superiors a la feina, i es va inscriure en una lògia maçònica per ajudar-lo a obtenir amistats i favoritismes que, al principi, mai no esperaria tenir.
De la mateixa manera que els intents de Giovanni Vivaldi semblen tenir èxit, el seu fill Mario és assassinat a causa d'una bala perduda durant un tiroteig després d'un robatori en què el pare i el fill estan involucrats accidentalment.
La desgràcia i els patiments distorsionen la vida, les creences i la moral dels Vivaldis. Amalia es posa malalta, perd la veu i queda greument minvada. Giovanni, ara encegat pel dolor i l'odi, es llança de cap a una recerca aïllada i desesperada. Identifica l'assassí del seu fill, el segresta, el porta a una cabina aïllada, el sotmet a la tortura i la violència per acabar matant l'assassí del seu fill.
Llavors, per a Giovanni, arriba la data fixada de la seva jubilació i, només un dia després, la mort de la seva dona, que ja havia estat superada per la seva discapacitat.
Giovanni està ara preparat amb serenitat i resignació per viure fins a la vellesa, però un enfrontament verbal espontani amb un jove ociós reviu en ell el paper d’un botxí que, presumptament, tornarà a matar.

## Repartiment
- Alberto Sordi - Giovanni Vivaldi
- Shelley Winters - Amalia Vivaldi
- Vincenzo Crocitti - Mario Vivaldi
- Romolo Valli - Dr. Spaziani
- Renzo Carboni - Lladre
- Enrico Beruschi - Toti
- Marcello Di Martire
- Francesco D'Adda -
- Edoardo Florio
- Ettore Garofolo - Jove al carrer

## Reconeixements
La pel·lícula fou seleccionada per formar part de la llista 100 film italiani da salvare.
- 30è Festival Internacional de Cinema de Canes - 1977
  - Candidatura a la Palma d'Or a Mario Monicelli
- 1977 - David di Donatello[7]
  - Millor pel·lícula
  - Millor director a Mario Monicelli
  - Millor actor principal ' a Alberto Sordi
  - David especial a Vincenzo Crocitti
  - David especial a Shelley Winters
- 1977 - Nastro d'Argento
  - Millor guió a Sergio Amidei i Mario Monicelli
  - Millor actor protagonista a Alberto Sordi
  - Millor actor no protagonista a Romolo Valli
  - Millor actor debutant a Vincenzo Crocitti
  - Candidatura com a millor director a Mario Monicelli
- 1979 - Efebo d'oro
  - Efebo d'oro a Mario Monicelli
- 1990 - Premi Flaiano
  - Premi pel guió a Vincenzo Cerami